# 魔訶不思議アドベンチャー!
「魔訶不思議アドベンチャー!」（まかふしぎアドベンチャー!）は、高橋洋樹のシングル。1986年（昭和61年）3月1日に日本コロムビアから発売された。

## 概要
フジテレビおよび系列各局で放送されたテレビアニメ『ドラゴンボール』の主題歌。カップリング曲には、橋本潮が歌う「ロマンティックあげるよ」が収録されている。「魔訶不思議アドベンチャー!」はオープニングテーマ、「ロマンティックあげるよ」はエンディングテーマとして、『ドラゴンボール』の第1話（1986年2月26日）から最終話（1989年4月19日）までそれぞれ使用された。歌の内容としてはコミックでいう1・2巻をベースにしている。
1986年3月1日のEPレコード発売後、番組アルバムやアニメオムニバスCDなどに数多く再録。テレビアニメの放映開始から12年を経た1998年3月21日には、改めてシングルCD（8cm）としても発売された。2008年にリリースされた高橋と橋本によるミニアルバム『イナズマchallenger』では、「ロマンティックあげるよ」と共に新録音のアレンジ曲「21st century ver.」も収録された。
その他、2005年にレーベルを移籍した高橋自身による「2005ver.」、『pop'n music 13 カーニバル』で使用された新録音版などのセルフカバーバージョン、『ドラゴンボールZ』のアルバムに収録された「ニュー・リミックス・ロング・ヴァージョン」などの別バージョンが制作されている。

### 表記間違い
曲名を「摩訶不思議アドベンチャー!」と表記されることが多いが、当て字の「魔訶不思議」が正しい。

## 収録曲
1. 魔訶不思議アドベンチャー! [3:42]
歌：高橋洋樹
作詞：森由里子 作曲：いけたけし 編曲：田中公平
2. ロマンティックあげるよ [3:45]
歌：橋本潮
作詞：吉田健美 作曲：いけたけし 編曲：田中公平
3. 魔訶不思議アドベンチャー!（オリジナル・カラオケ） ※CDのみ収録
4. ロマンティックあげるよ（オリジナル・カラオケ） ※CDのみ収録

## 2005 ver.
収録曲
1. 魔訶不思議アドベンチャー!（2005 ver.） [3:49]
作詞：森由里子 作曲：いけたけし 編曲：酒井ミキオ
2. めざせ天下一 [3:43]
作詞：吉田健美 作曲：いけたけし 編曲：松永宏紀
3. ドラゴンボール伝説 [3:58]
作詞：泉鬼角 作曲：いけたけし 編曲：酒井ミキオ
4. 青き旅人たち [4:05]
作詞：森由里子／作曲：いけたけし／編曲：松永宏紀
5. 魔訶不思議アドベンチャー!（DJ Dr.Knob Remix） [4:46]
作詞：森由里子 作曲：いけたけし 編曲：酒井ミキオ リミキサー：DJ Dr.Knob
6. 魔訶不思議アドベンチャー!（2005 ver.）（Instrumental）
7. めざせ天下一（Instrumental）
8. ドラゴンボール伝説（Instrumental）
9. 青き旅人たち（Instrumental）

## カバー
魔訶不思議アドベンチャー!
- 1988年9月21日にキングレコードから発売のオムニバスCD『決定盤!最新テレビこどものうたベスト』に収録。こちらは「摩訶不思議アドベンチャー」の表記で藤井健の歌唱となっているが、歌唱者は誤記載で、実際は同社のオムニバスで『科学戦隊ダイナマン』のカバー版なども歌った屋敷修が歌唱している。なお、それ以前の1986年(詳細な時期は不明)の同社のカセットテープ「わたしのアニメ全曲集」(K20H-4382)にも収録されており、こちらでは屋敷修表記となっている。
- 2000年3月稼働のKONAMI（現在はアーケード管轄のコナミアミューズメント）によるアーケード向け音楽ゲーム『pop'n music ANIMELO』にプレイ楽曲として収録。こちらは「摩訶不思議アドベンチャー!」の表記で石原慎一による歌唱となっている。その後、同年に発売されたアーケード版の続編『pop'n music ANIMELO2号』、PlayStation移植版『pop'n music アニメーションメロディ』にも収録されている。CD収録としては、2000年6月7日発売のオムニバスCD『pop'n music ANIMELO FULL!』にフルバージョンが収録されている。なお、ゲームボーイ版『pop'n music GB アニメーションメロディ』にはボーカルの無いチップチューンアレンジが収録されている。
- 2005年9月7日稼動の同じくKONAMIによるアーケード向け音楽ゲーム『pop'n music 13 カーニバル』にて、高橋洋樹本人によるセルフカバー版を収録。こちらは改めて編曲を脇田潤が行っている。こちらは当初「摩訶不思議アドベンチャー」の表記となっていたが、後に「魔訶不思議アドベンチャー」に訂正された（ただしいずれも感嘆符は省かれている）。その後、アーケード版では『pop'n music 18 せんごく列伝』まで継続収録され、2006年9月28日発売のPlayStation 2版『pop'n music 13 カーニバル』にも収録されている。CD収録としては、2006年2月1日発売のサウンドトラックCD『pop'n music 13 カーニバル AC ♥ CS pop'n music 11』にゲームサイズ版のみ収録されている。
- 阪口大助（オムニバスCD『百歌声爛 男性声優編』に収録。2007年9月19日発売）
- 加藤英美里（オムニバスCD『百歌声爛 女性声優編』に収録。2007年10月3日発売）
- 菅沼久義（オムニバスCD『百歌声爛 男性声優編II』に収録。2008年1月23日発売）
- 平川大輔（オムニバスCD『百歌声爛 男性声優編II』に収録。2008年1月23日発売）
- 高木秋人 starring 日野聡（2011年2月23日発売のテレビアニメ『バクマン。』DVD & Blu-ray第2巻初回限定版特典CDに収録。『TVアニメ「バクマン。」キャラクターカバーソングアルバム』に収録。後に2013年7月24日発売の『TVアニメ「バクマン。」キャラクターカバーソングアルバム』にも収録された。）
- 内田彩（オムニバスCD『新・百歌声爛II 女性声優編』に収録。2012年2月8日発売）
- 2012年に、トヨタ自動車「シエンタ」のCMにて、はいだしょうこの歌唱により、替え歌として使用された。
- 2015年12月21日の『しくじり先生』3時間スペシャルでは、メンタルが弱いのを理由にしくじった織田信成、G.G.佐藤、武蔵の3人のために歌詞をアレンジし、高橋洋樹本人が歌唱した。
- 2021年4月13日放送のドラマ『大豆田とわ子と三人の元夫』の第1話本編中に大豆田とわ子（演:松たか子）が歌唱した。
- TRIX（アニソン・カバーアルバム『CoverX』に収録。2021年12月22日発売）

ロマンティックあげるよ
- 桃井はるこ（アルバム『ファミソン8BIT』に収録。2007年3月21日発売）
- 中川翔子（アルバム『しょこたん☆かばー 〜アニソンに恋をして。〜 』収録。2007年5月2日発売）
- 水樹たま（北村ひとみ名義）（アルバム『ひとP→トランス〜ゆれちゃうひとみ〜』に収録。2007年6月22日発売）
- 加藤英美里（オムニバスCD『百歌声爛 女性声優編』に収録。2007年10月3日発売）
- 松来未祐（オムニバスCD『百歌声爛 女性声優編』に収録。2007年10月3日発売）
- 宮原永海（アルバム『ANIME HOUSE 01』（2008年2月16日発売）、『ANIME LOVERS VOL.1』（2009年8月19日発売）に収録。）
- 井上喜久子（アルバム『アニメロディナイト』に収録。2008年4月25日発売）
- sherry（シングル。テレビ東京『音流〜On Ryu〜』エンディングテーマとしてカバー。2009年発売）
- くまのきよみ（アーケード向け音楽ゲーム『pop'n music 17 THE MOVIE』『pop'n music 18 せんごく列伝』にプレイ楽曲として収録、サウンドトラックCD『pop'n music 17 THE MOVIE original soundtrack』に収録。2009年発売）
- 亜豆美保 starring 早見沙織（2011年3月24日発売のテレビアニメ『バクマン。』DVD & Blu-ray第3巻初回限定版特典CDに収録。後に2013年7月24日発売の『TVアニメ「バクマン。」キャラクターカバーソングアルバム』にも収録された。）
- 2011年に、佐々木希出演のCM、「サントリーカクテルカロリ。（つぶつぶサプライズ）」篇で、歌詞がアレンジされて使用されている。
- 岩男潤子（アルバム『Anison Acoustics』に収録。2011年10月26日発売）
- 榊原ゆい（アルバム『LOVE×CoverSongs』に収録。2014年3月26日発売）
- 吉井和哉（シングル『超絶☆ダイナミック!』のカップリング曲として収録。2015年10月7日発売）
- Czecho No Republic（アルバム『Forever Dreaming』（ドラゴンボール超Ver.盤のみ）に収録。2016年5月18日発売）
- 2021年4月13日放送のドラマ『大豆田とわ子と三人の元夫』の第1話本編中に入浴シーンで大豆田とわ子（演:松たか子）が歌唱した。
- プピリットパロ（本家公認によるカバーソング。デジタル配信限定。2021年11月6日発売）
- 森口博子 with 押尾コータロー（カバーアルバム『ANISON COVERS』(2023年5月24日発売)に収録。）